# قصعين أليف الكالسيوم
قصعين أليف الكالسيوم[بحاجة لمصدر] (الاسم العلمي:Salvia calcicola) هو نوع من النباتات يتبع جنس القصعين من الفصيلة الشفوية.